# Yngve Zotterman
Gulle Yngve Zotterman, född 20 september 1898 i Vadstena, död 13 mars 1982 i Stockholm,
var en svensk neurofysiolog. 

## Biografi
Zotterman blev medicine licentiat i Stockholm 1925 och medicine doktor 1933. Han var laborator vid Karolinska Institutet 1940-1946 och erhöll professors namn 1945. Han blev professor i fysiologi och farmakologi 1945 vid Veterinärhögskolan.
Zotterman ledde arbetsfysiologiska undersökningar kring energiförbrukning och ämnesomsättning hos svenska skogsarbetare, det var den första forskningen som gjordes på grovarbetare över huvud taget.
Han forskade också kring de neurokemiska egenskaperna hos smaksinnet.
Zotterman blev ledamot av Ingenjörsvetenskapsakademien 1949, Vetenskapsakademien 1953, Danske Videnskabernes Selskab 1963 samt Norske Videnskaps-Akademin 1963.